# KM1810BM88

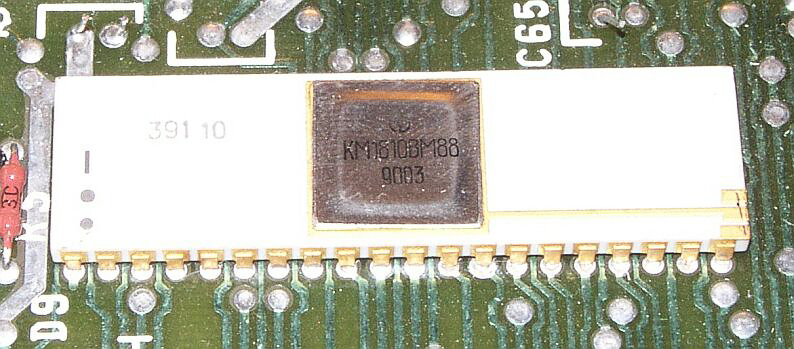
KM1810BM88

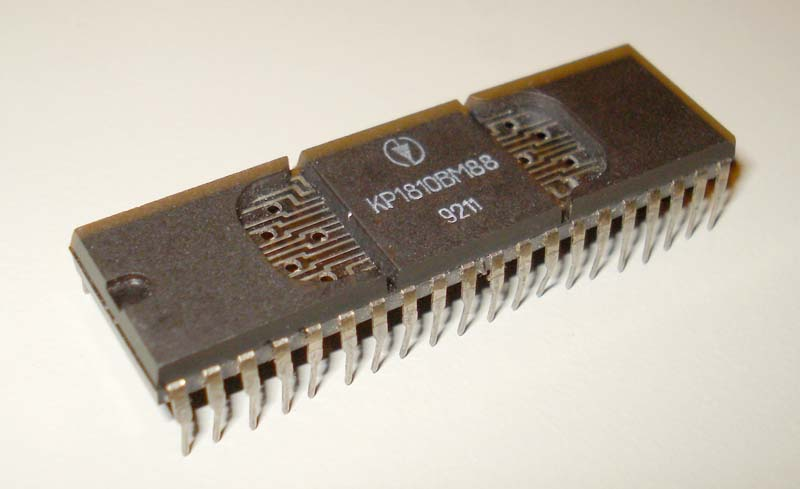
KP1810BM88

Der KM1810BM88 ist ein Mikroprozessor aus der damaligen UdSSR, der als genauer Nachbau des Intel 8088 gilt und somit der 8-Bit-Architektur zuzurechnen ist. Charakteristisch sind dessen weißes Keramikgehäuse und vergoldeten Pins, wodurch der Prozessor in Sammlerkreisen eine besondere Wertschätzung erfährt. Im Unterschied dazu besitzt der analoge KP1810BM88 ein schwarzes Plastikgehäuse. Produziert wurde im Werk Kvazar in Kiew.